# Senza scrupoli (telenovela)
Senza scrupoli (Vale tudo) è una telenovela brasiliana prodotta e trasmessa da TV Globo. La sua trama è stata scritta da Gilberto Braga, Aguinaldo Silva e Leonor Bassères ed è stata diretta da Dênis Carvalho e Ricardo Waddington. È stata trasmessa dalla Rede Globo per la prima volta dal 16 maggio 1988 al 6 gennaio 1989. In Svizzera è stata mandata in onda dalla Televisione Svizzera Italiana nel 1992, col titolo Senza scrupoli, e doppiata in italiano dalla società di doppiaggio CVD Setif.

## Trama
Raquel Accioli è separata dal marito da dieci anni, cioè da quando, dopo una violenta discussione, ha deciso di lasciarlo e andare a vivere con sua figlia, l'ambiziosa Maria de Fatima, nella casa di suo padre, Salvador, a Foz do Iguacu, nel Paranà. L'unico bene di famiglia è una casa modesta che Salvador ha donato alla nipote, ma la ragazza non è entusiasta all'idea di vivere per sempre lì e parla di trasferirsi a Rio. Rachel invece non si lamenta della sua vita: lavora come guida turistica e cerca di trasmettere alla figlia i valori dell'onestà e della semplicità. Improvvisamente muore Salvador e Fatima, senza dire nulla a sua madre, vende la casa e parte per Rio de Janeiro per inseguire i propri sogni di ricchezza, non importa in quale modo. A Rio conosce Cesar Ribeiro, ex modello che aveva il mondo delle passerelle letteralmente ai suoi piedi, e che ora è un gigolò. Raquel, incredula dopo aver scoperto cosa ha fatto sua figlia, parte per Rio alla ricerca della ragazza, illudendosi che sia stata raggirata da qualcuno per agire in tale modo. Maria de Fatima intanto viene presentata da Cesar a Solange Duprat, una produttrice di una rivista di moda, ed inizia a lavorare come modella e a vivere nella sua casa. Subdolamente usa l'amicizia di Solange per avvicinarsi al fidanzato di lei, Afonso Roitman, e riesce a sposarlo. La storia passa quindi a mostrare le scelte contrapposte di madre e figlia: Maria de Fatima cerca di arricchirsi grazie ad un matrimonio interessato, mentre Raquel, che inizialmente vende panini sulla spiaggia, lavorando onestamente finisce per diventare proprietaria di una catena di ristoranti. Raquel si è intanto innamorata di Ivan Meireles, un uomo che condivide i suoi stessi principi, reduce da un licenziamento inatteso, ma, a causa delle macchinazioni della terribile Odette Roitman e della stessa Fatima, lui verrà ingiustamente accusato di furto e finirà per sposare Helena Roitman.
Per quanto riguarda gli altri personaggi:
- la pittrice Helena Roitmann, figlia di Odete, lotta contro l'alcolismo, e si innamorerà di William, riuscendo a vincere la dipendenza.
- Bartolomeu, padre di Ivan, è disoccupato, e ha difficoltà a trovare un lavoro perché non sa usare il computer.
- Ivan, dopo aver perso il posto nell'azienda di Odete, ne troverà un altro nel settore dell'aviazione.
- Marco Aurelio, vice presidente dell'azienda di aviazione di Odete, viene arrestato per varie irregolarità nelle entrate; sua sorella ha una relazione con un'altra donna, mentre suo figlio Tiago si sospetta che sia gay perché non ha la fidanzata e ascolta musica classica nella sua stanza insieme all' amico André.

Nella puntata 193 (trasmessa il sabato 24 dicembre 1988), Odete Roitman viene uccisa, e si aprirà un'indagine molto complicata. In Brasile le puntate dell'omicidio e dell'indagine furono seguitissime (quasi tutti i personaggi avevano una ragione per eliminare la donna).
Nell'ultima puntata, si scopre che Odete era stata uccisa per sbaglio da Leila, che vedendo da dietro una donna, pensava che fosse Maria de Fatima, divenuta amante del marito Marco Aurelio.

## Accoglienza
Gli ultimi episodi, riguardanti l'indagine sull'omicidio di Odete, ebbero in patria ascolti molto alti e contribuirono a far entrare la telenovela nella cultura popolare brasiliana. 
Nel 2002 Telemundo, rete televisiva statunitense che trasmette programmi in spagnolo per i telespettatori ispanici, creò un remake statunitense di questa telenovela chiamato Vale todo.